# Сузегана
Сузега̀на (на италиански: Susegana; на венециански: Suxegana) е град и община в Северна Италия, провинция Тревизо, регион Венето. Разположен е на 76 m надморска височина. Населението на общината е 12 055 души (към 2014 г.).